# Vibracija
Vibrácija je nihanje fizikalnega sistema okrog ravnovesne lege. To nihanje je lahko periodično  (npr. gibanje nihala) ali naključno, npr. navpično gibanje avtomobilskega kolesa ob vožnji po makadamski cesti. Vibracijo opišemo s tremi glavnimi parametri, amplitudo, frekvenco in fazo. 
Izraz se pogosto uporablja kot sopomenka za nihanje, vendar je nihanje širši pojem, ki zajema tudi spremembe nemehanskih sistemov, npr. električne napetosti.
Vibracije ploskih predmetov na stiku z zrakom proizvajajo zvok, ki je eden od tipov dražljajev, ki jih človek lahko zazna s svojimi čuti in pomembno prispeva k zaznavanju okolice. Pogosto pa so vibracije v človekovem okolju tudi nezaželene. Vibracije, ki nastanejo zaradi nenatančne izdelave naprav (npr. elektromotorjev), povzročajo izgubo energije, obrabo gibljivih delov naprav in moteč zvok - šum.
Dolgotrajna izpostavljenost določenim tipom vibracij lahko pri človeku in drugih organizmih povzroči bolezenska stanja. Pri vibracijah frekvencah 35 do 150 Hz in amplitudi manjši od 1 mm pride do bolezni, imenovane vazonevroza. Vazonevroza nastane zaradi motene funkcije kapilarne cirkulacije (v praksi znano pod imenom »sindrom belih prstov«). Dolgotrajen šum v okolici je eden od dejavnikov, ki povzročajo stres.